# Altmark (танкер)
«Альтмарк» (нім. Altmark) — німецький нафтовий танкер та судно постачання (танкер-заправник) Крігсмаріне, один з п'яти побудованих у передвоєнний період компанією Howaldtswerke-Deutsche Werft на верфі Кіля. «Альтмарк» закладений 15 червня 1936 року на верфі компанії Howaldtswerke-Deutsche Werft. 13 листопада 1937 року він був спущений на воду, а 14 серпня 1939 року увійшов до складу ВМС Третього Рейху.

## Історія служби

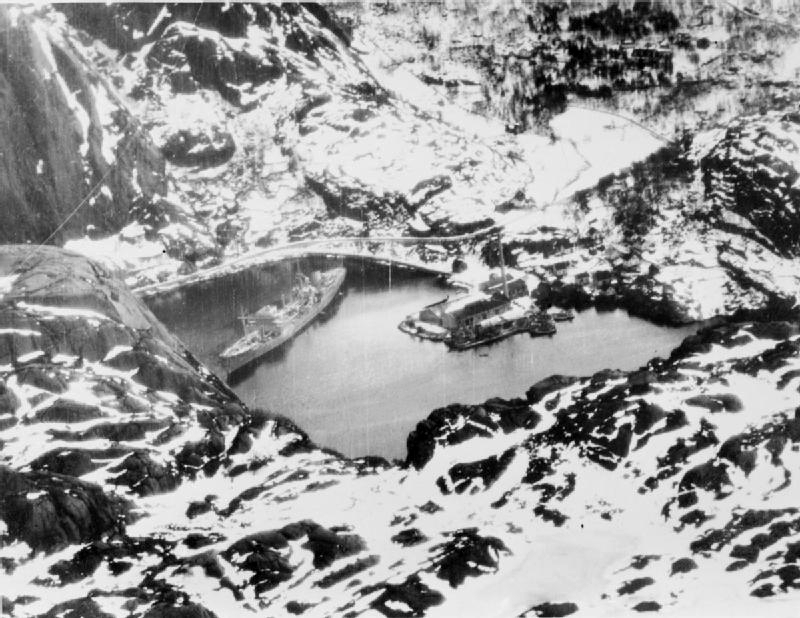
Аерофотознимок «Альтмарк» в Йьоссінг-фіорді до початку сутички. Лютий 1940

### Інцидент з «Альтмарком»
«Альтмарк» до початку Другої світової війни з 5 серпня 1939 року, вийшов у плаванні в Атлантичний океан, спрямувавши до США для прийняття вантажу дизельного палива в Порт-Артурі, штат Техас. За задумом командування Крігсмаріне судно після отримання вантажу повинно було курсувати в Атлантиці, чекаючи на зустріч з «кишеньковим» лінкором «Адмірал граф Шпеє», котрий 21 серпня вийшов з Вільгельмсгафена на оперативний простір для ведення рейдових дій у південній частині Атлантичного океану. «Альтмарк» супроводжував «Адмірала граф Шпеє», паралельно танкер «Вестервальд» вийшов до визначеного району південніше Гренландії для логістичного супроводу важкого крейсера «Дойчланд».
25 вересня 1939 року «Адмірал граф Шпеє» розпочав свій рейд і встигнув захопити стали одинадцять британських торгових суден. Однак, 17 грудня біля Ла-Плати британські важкий крейсер «Ексетер» і легкі «Аякс» і «Акіліз» примусили екіпаж «кишенькового лінкора» затопити свій корабель у гавані Монтевідео.
«Альтмарк», маючи на борту 299 полоненими британських моряків з цивільних суден, переховувався у просторі Атлантичного океану після того, як «Адмірал граф Шпее» Ганса Лангсдорфа загинув в останньому бою. Протягом дев'яти тижнів після знищення крейсера судно вдало ухилялося від виявлення, але, через нестачу пального «Альтмарк» мав зайти в якийсь порт для дозаправлення пальним.
16 лютого 1940 року «Альтмарк», на борту якого перебувало 299 полонених матросів Британської імперії, з англійських суден, які затопив у південній Атлантиці в результаті рейду німецький «кишеньковий» лінійний корабель «Адмірал граф Шпеє», увійшов до норвезьких територіальних вод. Британські кораблі переслідували «Альтмарк» та есмінець «Козак», яким командував Ф. Віан, примусив його зупинитись та узяв на абордаж. У наслідок сутички загинуло 8 німецьких матросів та ще 10 дістали поранень.

### Подальша служба та загибель
6 серпня 1940 року танкер, після повернення з Норвегії та ремонту, перейменували на «Уккермарк» (нім. Uckermark) і відновив експлуатацію. У січні-березні 1941 року під час проведення адміралом Гюнтером Лют'єнсом операції «Берлін» з лінійними кораблями «Шарнхорст» і «Гнейзенау» «Уккермарк» діяв разом з ескадрою, як судно забезпечення і одночасно виконував розвідувальні місії. У результаті його доповідей лінійні кораблі атакували різні торгові судна, які потім були затоплені німцями.
9 вересня 1942 року судно вийшло з Франції до Японії з вантажем олії та палива, доставивши дорогою припаси допоміжному крейсеру «Міхель». 24 листопада 1942 року танкер прибув до Йокогами, де був призначений як корабель забезпечення для німецького рейдера «Тор», який проводив рейди на комунікаціях торговельного судноплавства в Індійському океані та в західній частині Тихого океану.
30 листопада 1942 року «Уккермарк» стояв на якорі в японській Йокогамі, поруч з «Тором» і австралійським пасажирським лайнером «Нанкін», якого «Тор» захопив у березні за п'ять днів на шляху з австралійського Фрімантла до Коломбо, Цейлон. Поки екіпаж був на обіді, на «Уккермарк» стався вибух величезної сили, який буквально розірвав судно. «Уккермарк», «Тор» і «Нанкін» були затоплені вибухом. Причиною вибуху вважали іскру від інструментів, якими користувалася ремонтна група, яка працювала біля вантажних цистерн, в яких танкер доставив 5000 тонн бензину в Йокогаму. Ймовірно, що залишки парів та бензину вибухнули. У результаті вибуху загинули 53 члени екіпажу «Уккермарка». Сильно пошкоджений корабель не підлягав ремонту і його рештки були розібрані на брухт.
Деякі з тих, хто вижив на кораблі, були відправлені до Франції на проривачу блокади «Доггербанку» та загинули, коли 3 березня 1943 року корабель був помилково потоплений німецьким підводним човном U-43, і весь екіпаж з 365 моряків, крім одного, загинув у морі.